# Jacob Bekenstein
Jacob David Bekenstein (Ciutat de Mèxic, 1 de maig de 1947 - Hèlsinki, 16 d'agost de 2015) fou un físic teòric i astrofísic mexicà-israelià, que va fer contribucions fonamentals en la termodinàmica dels forats negres, i investigador de diversos aspectes de la relació entre la gravetat i la teoria de la informació.
Fou professor de física teòrica a la Universitat Hebrea de Jerusalem i també membre de l'Acadèmia Israeliana de Ciències i Humanitats, a més de restar durant un any a l'Institut d'Estudis Avançats de Princeton.
Va publicar tres treballs innovadors i influents sobre els fenòmens estel·lars dels forats negres. El 1973, Bekenstein va ser el primer a suggerir que els forats negres poden tenir una entropia definida. La justificació utilitzada era intrigant, però no tenia rigor, fins que Stephen Hawking va descobrir la radiació que porta el seu propi nom dos anys més tard i que va permetre donar a les teories de Bekenstein una base rigorosa; Bekenstein va poder formular llavors el segon principi de la termodinàmica aplicat als forats negres.
Basat en la seva postulació de la termodinàmica dels forats negres, també va demostrar que hi ha un màxim per a la quantitat d'informació que potencialment pot ser emmagatzemada en una regió finita donada a l'espai que té una quantitat finita d'energia —que és similar al principi hologràfic.
El 1982, Bekenstein va ser la primera persona a desenvolupar un mètode rigorós per generalitzar les lleis de l'electromagnetisme per manejar constants físiques inconstants. El seu mètode substitueix la constant d'estructura fina per un camp escalar. No obstant això, aquest mètode per al canvi de les constants no incorpora la gravetat.
El 2004, basant-se en gran manera en la teoria de la dinàmica Newtoniana modificada de Mordehai Milgrom, Bekenstein va desenvolupar una versió relativista coneguda com a TeVeS (Tensor–vector–scalar gravity) on introdueix tres camps diferents en l'espai temps per reemplaçar el camp gravitacional.

## Obra
De les seves publicacions es poden esmentar, entre altres:
- Information in the Holographic Universe
- Quantum Limitations on the Storage and Transmission of Information
- Entropy content and information flow in systems with limited energy
- Communication and energy
- Entropy bounds and the second law for black holes
- Specific entropy and the sign of the energy
- Black-hole thermodynamics
- Statistical black hole thermodynamics
- Generalized second law of thermodynamics in black hole physics
- Black holes and entropy
- Black holes and the second law
- Nonexistence of baryon number of static black holes